# Pentameris dregeana
Pentameris dregeana är en gräsart som beskrevs av Otto Stapf. Pentameris dregeana ingår i släktet Pentameris och familjen gräs. Inga underarter finns listade i Catalogue of Life.